# Calculus ratiocinator
El Calculus ratiocinator es un concepto ideado por el filósofo y matemático alemán Gottfried Leibniz con el fin de establecer un marco teórico universal para el cálculo lógico. Normalmente aparece asociado con la más frecuentemente citada characteristica universalis ("característica universal"), un lenguaje conceptual universal.

## Interpretaciones
Existen dos perspectivas contrapuestas sobre lo que Leibniz entiende por Calculus ratiocinator. La primera se asocia con el componente software del ordenador; la segunda, con el componente hardware. 

### Perspectiva analítica
La opinión general dentro de la filosofía analítica y la lógica formal es que el Calculus ratiocinator se anticipó dos siglos a la lógica matemática —un «álgebra de la lógica». Desde el punto de vista analítico, el Calculus ratiocinator constituye un motor de inferencia formal, equivalente a un programa de ordenador, que puede diseñarse para efectuar distintos cálculos. 
La lógica matemática surge como disciplina en 1879 con la publicación de Begriffsschrift (intitulada Conceptografía en castellano), obra fundacional de Gottlob Frege que sentaría las bases de la nueva lógica. Frege ideó su "concepto-guion" como un Calculus ratiocinator, así como una lingua characteristica. Esa parte de la lógica formal, relevante para el cálculo, entra dentro del ámbito de la teoría de la demostración. Desde esta perspectiva, el Calculus ratiocinator es solo una parte (o un subconjunto) de la característica universal, y una característica universal completa incluiría un "cálculo lógico".

### Perspectiva sintética
Existe un punto de vista opuesto al anterior, procedente de la filosofía sintética y de campos como la cibernética, ingeniería electrónica y la teoría general de sistemas. La visión sintética entiende que el Calculus ratiocinator hace referencia a una «máquina de calcular». Es el caso del cibernético Norbert Wiener, quien considera al Calculus ratiocinator de Leibniz un precursor de los modernos computadores digitales.

«...La historia del computador moderno se remonta a Leibniz y Pascal. De hecho, la idea general de máquina de calcular no es más que una mecanización del Calculus ratiocinator de Leibniz. (Wiener 1948: 214) »

«... Al igual que su predecesor Pascal, Leibniz estaba interesado en construir máquinas calculadoras de metal. ... así como el cálculo aritmético se presta a la mecanización, evolucionando desde el ábaco y el computador personal hasta los computadores ultrarrápidos de la actualidad, el Calculus ratiocinator de Leibniz contiene el germen de la ratiocinatrix machina, la máquina de razonamiento ( Wiener 1965: 12) »

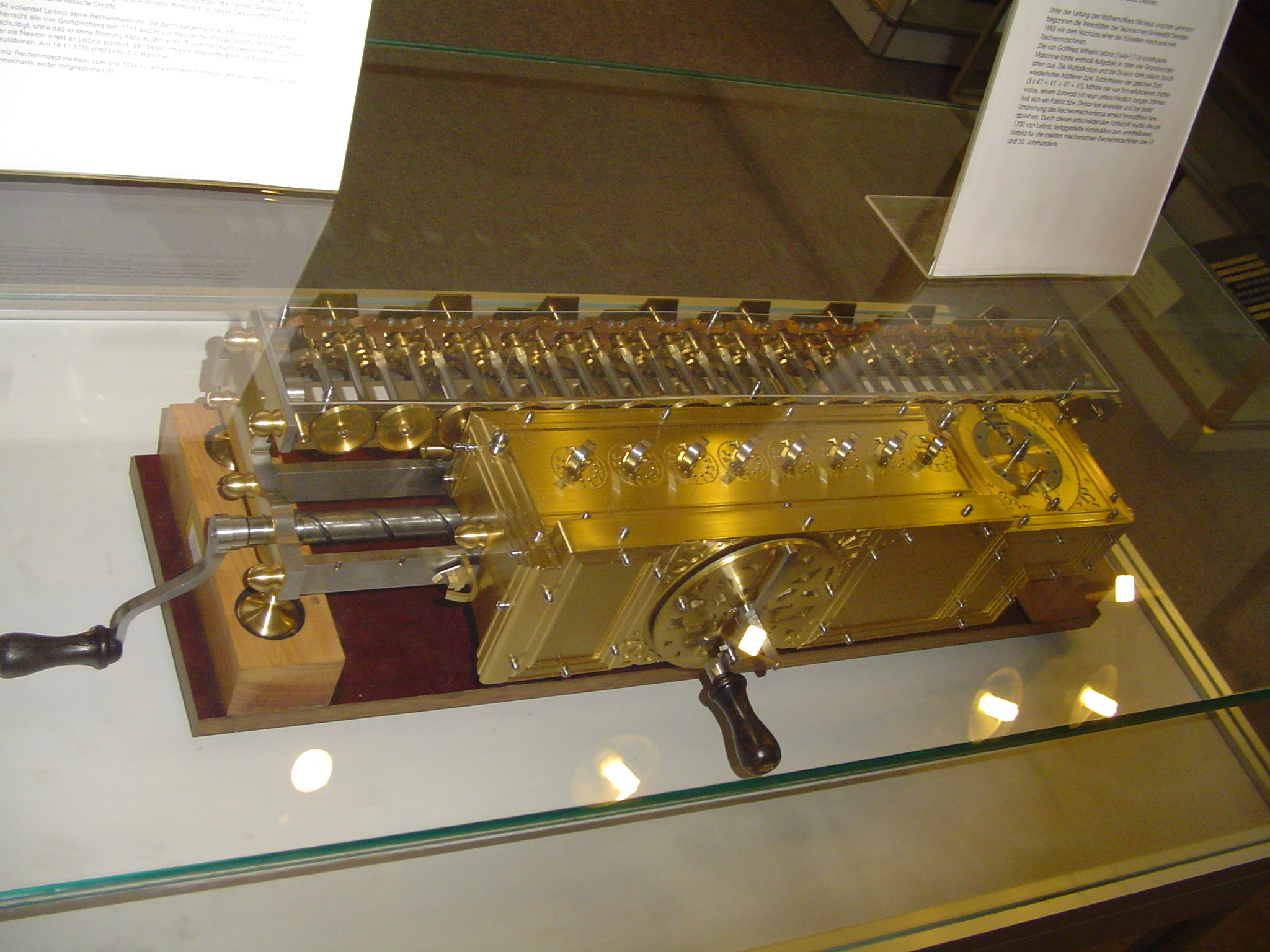
Stepped Reckoner o «Máquina de Leibniz»

Finalmente, Leibniz solo pudo construir una máquina para realizar cálculos matemáticos, llamada en su honor «máquina de Leibniz» (también conocida como Stepped Reckoner). Como ideal de máquina de cálculo, el Calculus ratiocinator debía ser capaz de realizar operaciones de cálculo integral y diferencial. De esta manera, el término "ratiocinator" podría entenderse como un instrumento mecánico que opera con ratios o proporciones.
El matemático Hartley Rogers ve una conexión entre ambas perspectivas, analítica y sintética, definiendo el Calculus ratiocinator como "un algoritmo que, aplicado a los símbolos de cualquier fórmula del characteristica universalis, determinaría si dicha fórmula se verifica como una verdad científica" (Hartley Rogers, Jr. 1963,. p 934).